# Cal Rovira (Calafell)
Cal Rovira és un edifici de Calafell (Baix Penedès) protegit com a bé cultural d'interès local.

## Descripció
Es tracta d'un immoble de planta irregular constituït per un cos principal amb la planta baixa i dues plantes altes, i per un cos afegit al costat sud-oest amb planta baixa i una part que té planta baixa i pis. La façana principal és orientada al sud-est. En aquesta façana hi ha un portal de mig punt, de pedra tallada, amb la inscripció següent a la clau: "Pau Batlle Mestra de Casa en lo Any 1758". Alguns dels elements de pedra del portal van ser substituïts en una intervenció de reforma. Les obertures del cos principal de l'edifici no mostren una distribució ordenada. Així al costat dret del portal hi ha una finestra rectangular, amb predomini de l'horitzontalitat, feta amb peces de maó. Al primer pis hi ha tres finestres rectangulars verticals, amb clavellinera motllurada, fetes amb elements de pedra tallada. D'aquestes, només la situada a l'esquerra és original. Actualment, al segon pis hi ha tres obertures. Dues d'elles són d'arc de mig punt i estan fetes amb maons. La situada al costat esquerre és original i, antigament, tenia una finestra de dimensions més petites a cada banda. Entre aquestes finestres n'hi ha una altra, més petita i de forma rectangular vertical, realitzada amb pedra tallada, amb clavellinera motllurada, que també és original. En el cos afegit hi ha una finestra rectangular horitzontal en cadascuna de les plantes. Entre ambdues finestres hi ha un rellotge de sol de forma circular fet l'any 1996 per Isidre Romeu Ivern. A excepció d'un apart de la façana d'aquest cos, la resta té la fàbrica a la vista, fruit d'una intervenció recent. A la part superior de la façana hi ha un ràfec fet amb elements de terrissa decorats amb triangles.
El sistema constructiu és de tipus tradicional amb murs de càrrega i sostres unidireccionals de bigues de fusta. L'entrebigat de la coberta i la volta de l'escala són de rajols. La coberta és teula àrab. Els murs són de maçoneria unida amb morter de calç. Les obertures de façana són de pedra tallada d'origen local.